# Wer wir sind
Wer wir sind ist ein 2012 erschienener Roman der deutschen Schriftstellerin Sabine Friedrich über den deutschen Widerstand gegen den Nationalsozialismus. Zusammen mit dem Roman erschien ein Werkstattbericht, in dem Friedrich von der sechsjährigen Arbeit an ihrem Roman berichtet.

## Inhalt
Der Roman erzählt die Geschichte aller wesentlichen deutschen Widerstandsgruppen gegen den Nationalsozialismus, also der Roten Kapelle, der Weißen Rose, des Kreisauer Kreises und des 20. Juli. Im Mittelpunkt stehen dabei die Lebensgeschichten und die Handlungsmotive der über alle ideologischen Unterschiede hinweg privat und familiär vielfältig miteinander verflochtenen Männer und Frauen dieser Kreise. Aber auch kommunistische Gruppen oder die Schicksale Einzelner wie Georg Elser werden zumindest angerissen. Der Roman, laut Spiegel eine „Enzyklopädie des deutschen Widerstands in der Hülle eines Romans“, war zuerst als Theaterstück geplant, wuchs aber im Verlauf der sechsjährigen Arbeit auf über 2000 Seiten an. Beginnend 1917 in Milwaukee, der Heimatstadt der 1943 in Plötzensee hingerichteten Hitlergegnerin Mildred Harnack, führt er den Leser ins deutsche Kaiserreich, dann über Weimarer Republik und Nationalsozialismus bis hinein in die Nachkriegszeit im geteilten Deutschland.

## Struktur
Der Roman gliedert sich in zwei Teile: Buch I beschäftigt sich vornehmlich mit den Männern und Frauen um die Ehepaare Libertas und Harro Schulze-Boysen und Mildred und Arvid Harnack (also mit der von der Gestapo später so genannten Roten Kapelle) sowie mit den Widerstandsgruppen um Hans von Dohnanyi (Amt Ausland/Abwehr) und seinen Schwager Dietrich Bonhoeffer (Bekennende Kirche). Dieser erste Teil endet wenige Tage vor dem Attentat des 20. Juli.
Die Handlung des II. Buchs beginnt wiederum im Kaiserreich, führt dann aber über das Kriegsende hinaus. Im Mittelpunkt stehen hier der Kreisauer Kreis (um die Ehepaare Freya und Helmuth James Graf von Moltke und Marion und Peter Graf Yorck von Wartenburg) sowie die Männer und Frauen des 20. Juli 1944. Insgesamt erinnert die komplexe, oft collagenartige Struktur des Romans an die eines Netzes: Die Handlung wird immer wieder bis zu einem bestimmten Knoten vorangetrieben, dann bricht sie ab, und ein neuer Strang wird geknüpft, ein weiterer Protagonist abgeholt und bis zu ebendiesem Knotenpunkt des Geschehens geführt.

## Rezeption
Die Bearbeitung des Themas als Roman hat in der Presse sehr konträre Reaktionen hervorgerufen. Vor allem, dass das Werk in Rollenprosa verfasst ist, also durchgängig aus der Perspektive der Protagonisten, hat für einige Erregung gesorgt. Jens Jessen (Feuilletonist der Zeit und Enkel des im Roman nicht erwähnten gleichnamigen Widerstandskämpfers aus dem Kreis um Goerdeler) erregte sich beispielsweise, er hätte ein „Landserheft ehrlicher“ gefunden. Und Helmut Böttiger kommentierte in der Süddeutschen: „Es ist ein großes Thema, und Sabine Friedrich hat offenkundig viel gelesen, um die historischen Konstellationen kennenzulernen. Aber sie hat sich leider nicht damit begnügt, die historischen Fakten sprechen zu lassen. Sie versetzt sich stattdessen emphatisch in die handelnden Personen hinein und entwirft fiktive Spielszenen und Dialoge.“ Weshalb der Rezensent den Roman mit einem Kinderbuch verglich.
Als „historischen Ideenroman“ und „gewaltiges Erzählwerk“ bezeichnet dagegen Volker Heigenmooser den Roman und findet, Böttiger habe sich mit seiner Kritik „zum Affen gemacht“.
Helga W. Schwarz vom studienkreis deutscher widerstand sieht gerade in der „breitgefächerten Dokumentation bewegender Schicksale“ die Qualität des Romans, der ihrer Meinung nach als „ein Monumentalwerk, ein großes historisches Panoramabild“ ebenso wie als „historischer Liebes- und Gesellschaftsroman bezeichnet werden kann, auf dokumentarisch verbürgter Basis in weiten Handlungssträngen ein Zeitpanorama lebendig werden lässt und vor allem die Entwicklungen und Entscheidungen menschlich nachvollziehbar darbietet. Im Hinblick auf die einzelnen Schicksale – auch in Bezug auf deren Entscheidung zum aktiven Widerstand gegen ein mörderisches Regime, gerade aus Liebe zum Leben – vermag dieser trotz aller Bearbeitung und Kürzungen ungewohnt umfangreich geratene Roman eine starke emotionale Resonanz zu erzielen.“
Auch die Rezensentin der Deutschen Welle betrachtet die nah am Erleben der Protagonisten bleibende Schreibweise als die eigentliche Qualität des Romans: „Eine opulente Schilderung, fast so etwas wie ein Epos, das die Grenzen existentieller Probleme auslotet (...) Sabine Friedrich lässt nicht nur erkennen, wie viele ähnliche Einsichten und Interessen die Angehörigen der unterschiedlichen Gruppen hatten, sondern zeigt auch das Netz verwandtschaftlicher und freundschaftlicher Beziehungen der Oppositionellen untereinander auf. Hätte man sich, jenseits aller politischen Unterschiede, gemeinsam gegen Hitler stellen können? Eine Frage, die im Buch immer wieder formuliert, aber natürlich nicht beantwortet werden kann. Eine legitime Frage, wie Historiker Peter Steinbach findet. (...) Steinbach (...) findet es legitim,  dass heute mit den Mitteln eines Romans ein neuer Blick auf die historischen Ereignisse geworfen wird.“
Der Focus empfiehlt das Werk als „wichtigen und berührenden Roman, der zeitlose Fragen stellt, deren Beantwortung wir uns auch heute nicht entziehen können.... ein Buch, das man unbedingt lesen sollte“
„Selbst für historisch versierte Leser ist die Fülle der Personen und die Vielzahl der Schauplätze, an die uns Sabine Friedrich entführt, fast erschlagend“, bemängelt dagegen die online-Ausgabe des Focus, wünscht sich ein Namenregister und findet, man müsse sehr aufpassen, um bei all den Zeitsprüngen und dem Wechsel im Personal „nicht den Anschluss zu verlieren“, fahrt dann aber fort: „Doch was ihr zweifellos geglückt ist, ist die Menschen hinter den zur Historie erstarrten Personen lebendig werden zu lassen, die Menschen mit ihren Ängsten, Zweifeln, auch Irrtümern und Umwegen, ihrer inneren Stärke und ihrem Glauben. Sabine Friedrich bleibt historisch genau, immer eng an den Quellen, gerät aber nie ins Dozieren. Sie umspannt dabei mehr als ein halbes Jahrhundert deutscher Geschichte. Wir erfahren so viel über den damaligen Alltag, über den herrschenden Zeitgeist, wie die Menschen dieser doch schon sehr entfernten Epoche dachten und fühlten. Deshalb ist ‚Wer wir sind‘ nicht nur ein Buch über den deutschen Widerstand, sondern auch ein großer Gesellschaftsroman“
Dieter Ungelenk kommt ebenfalls zu dem Schluss: „Indem sie die Akteure des Widerstands in ihren familiären, kulturellen und politischen Zusammenhängen porträtiert, verknüpft Sabine Friedrich mit scheinbar leichter Hand Gesellschaftspanorama, Politthriller und Familiensaga zu einem Leseabenteuer.“
Alex Dengler geht davon aus, der Roman werde „Jahrzehnte überdauern. Noch nie wurden die Helden der Zivilgesellschaft, die gegen den Nationalsozialismus aufbegehrt haben, so detailreich und spektakulär dargestellt. Melodisch und bilderreich (...), genauso aber auch kühl, hart und politisch. Sie findet für jede Szene den richtigen Ton. (...) Ein Meilenstein der deutschen Literatur“.
Und Gerhard Spörl stellte im Spiegel lapidar fest: „Das Buch gehört zu den spektakulären Neuerscheinungen in diesem Herbst“.